# German Juniors 2014
Das German Juniors 2014 im Badminton fand vom 6. bis zum 9. März 2014 in Berlin statt. Es war die 31. Austragung dieses bedeutendsten internationalen Badminton-Juniorenwettkampfs in Deutschland.

## Sieger und Platzierte
| Disziplin    | Gold                        | Silber                      | Bronze                                               |
| ------------ | --------------------------- | --------------------------- | ---------------------------------------------------- |
| Herreneinzel | Lin Guipu                   | Cheam June Wei              | Fabian Roth                                          |
| Herreneinzel | Lin Guipu                   | Cheam June Wei              | Lee Cheuk Yiu                                        |
| Dameneinzel  | Qin Jinjing                 | Chen Yufei                  | Chen Xiaoxin                                         |
| Dameneinzel  | Qin Jinjing                 | Chen Yufei                  | Yeo Jia Min                                          |
| Herrendoppel | Kim Jae-hwan Kim Jung-ho    | Choi Jong-woo Seo Seung-jae | Kim Hui-tae Lee Jun-su                               |
| Herrendoppel | Kim Jae-hwan Kim Jung-ho    | Choi Jong-woo Seo Seung-jae | Johannes Pistorius Marvin Seidel                     |
| Damendoppel  | Kim Hye-jeong Kong Hee-yong | Han Yong-joo Yoon Min-ah    | Julie Finne-Ipsen Rikke S. Hansen                    |
| Damendoppel  | Kim Hye-jeong Kong Hee-yong | Han Yong-joo Yoon Min-ah    | Marsheilla Gischa Islami Rahmadhani Hastiyanti Putri |
| Mixed        | Kim Jung-ho Kong Hee-yong   | Kim Jae-hwan Kim Hye-jeong  | Alexander Bond Ditte Søby Hansen                     |
| Mixed        | Kim Jung-ho Kong Hee-yong   | Kim Jae-hwan Kim Hye-jeong  | Max Weißkirchen Eva Janssens                         |